# Glušci
Glušci su naselje u Republici Hrvatskoj, u sastavu Grada Metkovića, Dubrovačko-neretvanska županija.

## Povijest
Selo se spominje u izvještaju splitskoga dominikanca Danijela iz 1589. pod nazivom Glusi.

### Crkva
Metkovska parohija u sastavu je Srpske pravoslavne eparhije Zahumsko-hercegovačke i primorske.
Crkva sv. Petra u prigradskom naselju Glušci je ujedno i najstarija pravoslavna crkva u Donjem Poneretavlju.

## Stanovništvo
Prema popisu stanovništva iz 2001. godine, naselje je imalo 65 stanovnika te 21 obiteljskih kućanstava, a prema popisu iz 2011. godine 76 stanovnika.
| broj stanovnika |       |       | 93    | 89    | 99    | 126   |       |       | 138   | 146   | 153   | 130   | 106   | 97    | 65    | 76    | 53    |
|                 | 1857. | 1869. | 1880. | 1890. | 1900. | 1910. | 1921. | 1931. | 1948. | 1953. | 1961. | 1971. | 1981. | 1991. | 2001. | 2011. | 2021. |

### Članci
- Vidović, Domagoj. 2009. Gradačka toponimija. Folia onomastica Croatica. Zavod za lingvistička istraživanja HAZU. Zagreb.  (18): 171–221